# (35721) 1999 FW39
1999 FW39 (asteroide 35721) é um asteroide da cintura principal. Possui uma excentricidade de 0.13676400 e uma inclinação de 6.21610º.
Este asteroide foi descoberto no dia 20 de março de 1999 por LINEAR em Socorro.